# Marik Ágnes
Marik Ágnes (Budapest, 1958. szeptember 29. –) pszichiáter, HR-szakember, coach, tréner, tanácsadó.

## Életpályája
Orvosként végzett, majd pszichiáteri és humánerőforrás-tréneri diplomát is szerzett. Pályafutása alatt számos terület elismert szakértője lett. A tudásmegosztás elkötelezettje. Több hazai egyetemen – Budapesti Corvinus Egyetem, Szent István Egyetem, Debreceni Egyetem, Testnevelési Egyetem – tartott kurzusokat.
Mára a hazai fejlesztő szakma egyik legjelentősebb szakembereként tartják számon. Nemcsak a mindennapi munkája során foglalkozik a témával – képzések vezetőjeként, felsővezetőket tanácsadóként segítve –, de a nevéhez fűződik a nagy szakmai sikert hozó 24 HR Konferencia megszervezése is. A vezetői kompetenciafejlesztés mellett foglalkozik vállalkozói teamek felépítésével és fejlesztésével, e-learning tananyag kialakításával, tréningek és coachingfolyamatok vezetésével. Az elmúlt közel harminc évben mintegy 40.000 órányi fejlesztő tevékenységet végzett, párhuzamosan dolgozva pszichoterapeutaként, trénerként és coachként.
Kreatív, a bevett megoldásokat megkérdőjelező, mindig új utakat kereső személyiség. Hisz a tudásmegosztás erejében. Tudását beépítette az általa létrehozott tréningmódszerekbe – ilyen az egyedülálló MAPS. Az ebben részt vevő trénerek megtanulják motiválni csoportjaikat, átadva nekik a rendszerben gondolkodás és a hatékony, másokkal közösen történő megoldáskeresés képességét. Legújabb módszere a Selfmapping, mely cégeknek és egyéneknek nyújt online segítséget a fejlődéshez, konkrét lépésekkel, rövid idő alatt. Munkája sokszínűségének köszönhetőn több nézőpontból is látja az egyes döntésekhez vezető folyamatokat, amik befolyásolják az életpályát, karriert. Rendszerben és kölcsönhatásokban gondolkodik, melyek együtt működve, egymásra hatva befolyásolják az életünket. Hiszi, hogy a felelősségvállalás sikereink egyik kulcsa: így erősebbé válhatunk, és sokkal több lehetőséget látunk meg magunk előtt. Nem megvárni, hanem keresni kell a megoldásokat: „A legtöbb minket érintő dologra hatást tudunk gyakorolni, pozitívan tudjuk befolyásolni. Ha rászánjuk magunkat, hogy védekezés helyett ezeket keressük, akkor gyorsan rájuk találunk.” Erre szeretné rávezetni azokat, akikkel együtt dolgozik, hogy megtalálják a sikeres és kiegyensúlyozott élethez vezető utat.

### Tanulmányai
- 1973-77 Toldy Ferenc Gimnázium, Budapest, kémia tagozat
- 1978-84 SOTE ÁOK, 1990 pszichiátriai szakvizsga, kognitív- és viselkedésterápia, hipnózis, felsőfokú pszichodráma szakképzés, rövid dinamikus pszichoterápia, Rogersi személyközpontú terápiás képzés
- 2008- Szent István Egyetem, Tessedik Sámuel Főiskolai Kar, Békéscsaba, felsőfokú trénerképzés

### Szakmai előmenetel
- 1977 Szívsebészeti Klinika, Astrup Labor, asszisztens
- 1979–80 Baba utcai Int., Bp., éjszakás nővér
- 1981–83 Pszichoterápiás Int.
- 1985–94 Tétényi úti Kórház (Szent Imre Kórház), Bp., pszichoterápiás részleg, pszichiáter, egyéni és csoportterapeuta
- 1995– Mentálhigiénés Központ Kht., alapító vezető, cégtulajdonos, pszichoterapeuta (egyéni és csoportos)
- 1997– Szinkrónia Kft., szakmai vezető, tanácsadó és tréner
- 2006– Energin Mérnöki és Okt. Kft., társtulajdonos, szakmai vezető, tanácsadó és tréner
- 2011– HR Point Kft. társtulajdonos, szakmai vezető, tanácsadó és tréner
- 2011– Idea Manufactory Kft. társtulajdonos, szakmai vezető, tanácsadó és tréner
- 2014– Selfmapping.com létrehozója, szakmai vezető.

Korábban a budapesti Spartacus tornásza, majd műugrója.

### Szakmai tagság
- Magyar Pszichodráma Egyesület.

## Művei
- http://www.egeszsegtukor.hu/ferfitukor/szorny-zold-szemmel.html
- http://www.nlcafe.hu/nlpsziche/20140129/kiprobaltuk-asszertivitas-trening
- https://www.hazipatika.com/szerzok/dr_marik_agnes/134
- http://home.hu.inter.net/mentalhi/Menedzs.htm
- http://home.hu.inter.net/mentalhi/buntudat.htm
- http://home.hu.inter.net/mentalhi/pszidr.htm